# Joachim Grubich
Joachim Antoni Grubich (ur. 16 stycznia 1935 w Chełmnie, zm. 16 sierpnia 2025 w Krakowie) – polski organista i nauczyciel akademicki, profesor.

## Życiorys

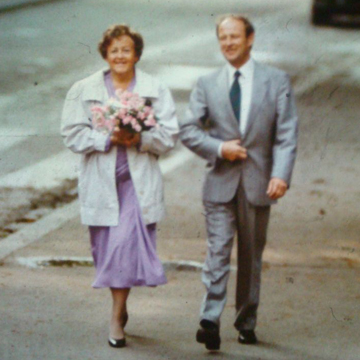
Joachim Grubich z żoną (1985)

Egzamin maturalny zdał w Szkole Ogólnokształcącej Stopnia Podstawowego i Licealnego im. Mikołaja Kopernika w Chełmnie (późniejszy Zespół Szkół Ogólnokształcących nr 1 w Chełmnie). W latach 1956–1961 studiował w Państwowej Wyższej Szkole Muzycznej w Krakowie w klasie organów Bronisława Rutkowskiego, uzyskując dyplom z odznaczeniem. Od 1964 pracował na tej uczelni, od 1969 na stanowisku docenta. Doszedł do stanowisk profesora zwyczajnego akademii muzycznych w Krakowie i Warszawie; na drugiej z tych uczelni pełnił funkcję kierownika Katedry Organów i Klawesynu. W latach 1994–1995 był gościnnie wykładał na studium podyplomowym w Seulu.
Debiutował na Międzynarodowym Festiwalu Organowym w Oliwie w 1960. Występował w Europie, Azji i Ameryce Północnej, koncertował w takich salach jak Royal Festival Hall w Londynie, De Doelen w Rotterdamie, siedziba orkiestry Gewandhaus w Lipsku, Konzerthaus Berlin, Victoria Hall w Genewie, Kryształowej Katedrze w Garden Grove oraz katedrze w Strasburgu. Występował również w programach telewizyjnych w Polsce, Rumunii i Stanach Zjednoczonych. Nagrał ponad 25 płyt. Jako specjalista wielokrotnie powoływany na jurora konkursów organowych na świecie. Brał udział w pracach nad odbudową organów w kościele św. Anny w Warszawie, a także nad budową nowych organów w Filharmonii Narodowej i w kościele Świętych Apostołów Piotra i Pawła w Warszawie.

## Życie prywatne
W 1963 zawarł związek małżeński z pianistką Ewą Czernek; miał dwóch synów: Tomasza i Michała.

## Odznaczenia i wyróżnienia
Ordery i odznaczenia
- 1984 – Złoty Krzyż Zasługi[1]
- 2004 – Krzyż Oficerski Orderu Odrodzenia Polski[6]
- 2004 – Pro Ecclesia et Pontifice
- 2010 – Krzyż Komandorski Orderu Odrodzenia Polski[7]
- 2015 – Złoty Medal „Zasłużony Kulturze Gloria Artis”[8]

Nagrody i wyróżnienia
- 1960 – laureat międzynarodowego konkursu organowego w Graz-Seckau
- 1961 – I nagroda na Ogólnopolskim Konkursie Muzyki Dawnej w Łodzi
- 1962 – I nagroda na Międzynarodowym Konkursie Muzycznym w Genewie
- 1971 – nagroda „Złotej Muzy” Polskich Nagrań
- 1978 – Nagroda Ministra Kultury i Sztuki II stopnia;
- 1990 – Nagroda Miasta Krakowa
- 1992 – Nagroda Rektora Akademii Muzycznej im. Fryderyka Chopina w Warszawie I stopnia
- 2004 – Nagroda Ministra Kultury i Sztuki
- 2005 – Fryderyk 2004 za płytę Wieczór organowy w Filharmonii Lubelskiej
- 2007 – doktor honoris causa Akademii Muzycznej im. Fryderyka Chopina w Warszawie[9]
- 2025 – Złoty Fryderyk[10]